# هيرنان فيلالبا
هيرنان فيلالبا (بالإسبانية: Hernán Villalba)‏ هو لاعب كرة قدم أرجنتيني في مركز الوسط، ولد في 9 فبراير 1989 في روساريو في الأرجنتين. شارك مع منتخب باراغواي لكرة القدم. أما مع النوادي، فقد لعب مع نيولز أولد بويز.

## وصلات خارجية
- هيرنان فيلالبا على موقع قاعدة بيانات كرة القدم.إي يو (الإنجليزية)
- هيرنان فيلالبا على موقع Soccerway.com (الإنجليزية)
- هيرنان فيلالبا على موقع AS.com (الإسبانية)